# Аква-Аппия

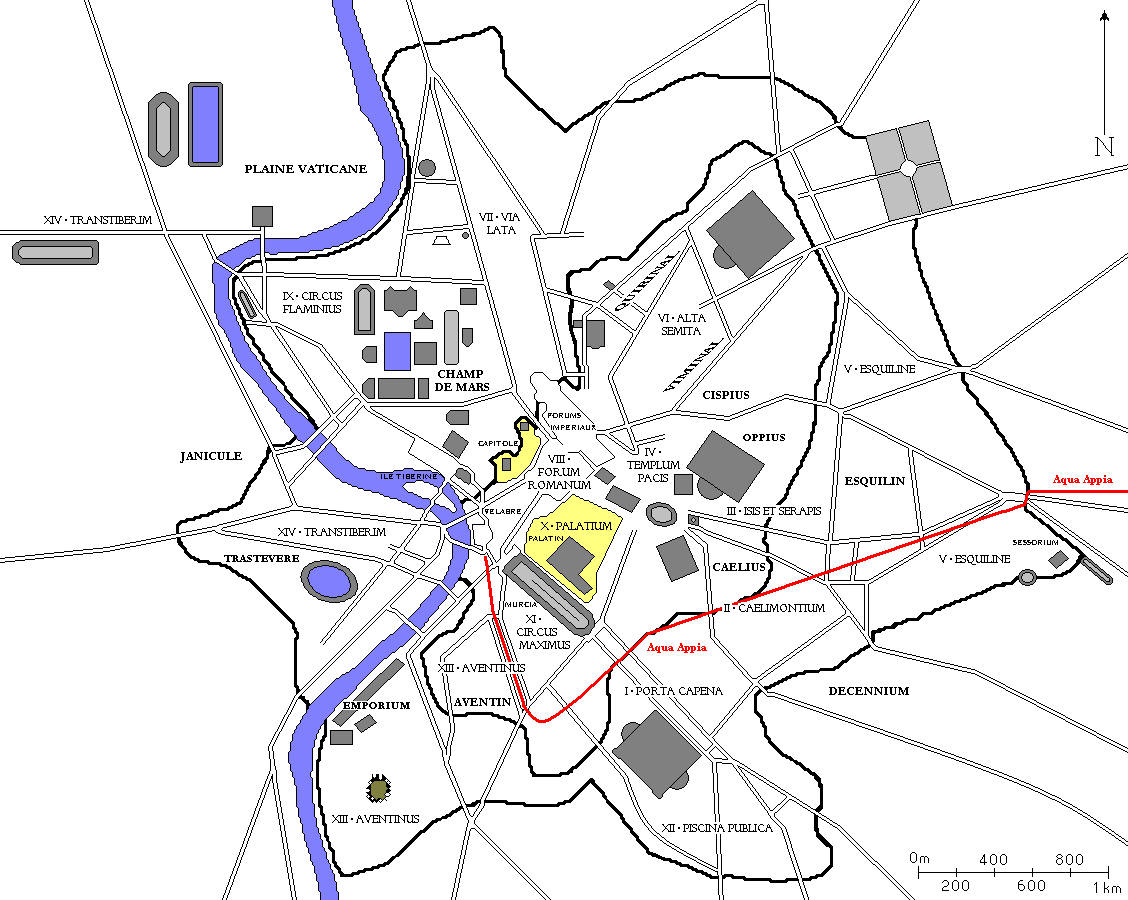
Аква-Аппия на схеме Рима

Аква-Аппия (лат. Aqua Appia) — акведук, самый старый водопровод в Риме.
Аква-Аппия была построена в 312 году до н. э. во время цензорства Аппия Клавдия Цека, в тот же год, когда был построен первый участок Аппиевой дороги, и также, как и дорога, получил имя цензора. Длина водопровода составляла 16,5 км.
Вода в акведук поступала из источника в долине Анио, левого притока Тибра, в нескольких километрах к востоку от современной кольцевой дороги. В Рим акведук входил в районе Порта-Маджоре и шёл до Бычьего форума. Бо́льшая часть акведука проходила под землёй, по аркам проходил лишь небольшой участок над долиной между Целием и Авентином. По оценке Секста Юлия Фронтина, на входе в город акведук мощность акведука составляла 75 тысяч кубических метров воды в день.
Акведук восстанавливали Квинт Марций (144 г. до н. э.), Агриппа (33 г. до н. э.) и Август (11—4 гг. до н. э.). Последний увеличил водозабор акведука, построив дополнительно подпитывающий его канал за пределами города (Appia Augusta).
Подземную прокладку акведука связывают с внешней угрозой — в IV в. до н. э. Рим вёл Самнитские войны, и надземный водовод мог послужить очевидной мишенью для противника.